# (7748) 1987 TA
(7748) 1987 TA là một tiểu hành tinh vành đai chính. Nó được phát hiện bởi Tsuneo Niijima và Takeshi Urata ở Ojima, Gunma, ngày 12 tháng 10 năm 1987.